# 삼척 영은사 대웅보전
삼척 영은사 대웅보전(三陟 靈隱寺 大雄寶殿)은 대한민국 강원특별자치도 삼척시 근덕면 궁촌리, 영은사에 있는 건축물이다. 1982년 11월 3일 강원특별자치도의 유형문화재 제76호로 지정되었다.

## 개요
영은사는 통일신라 진성여왕 6년(892)에 범일조사가 처음 지은 절로, 이때에는 운망사라 하였다. 조선 선조 18년(1585)에 사명대사가 지금의 자리로 다시 옮겨지으면서 영은사라고 이름을 바꾸었다. 그 뒤 산불로 절이 모두 불탄 것을 순조 5년(1805)에 다시 지었다고 전한다.
영은사 대웅전은 앞면 3칸·옆면 3칸의 규모이며, 옆에서 보았을 때 지붕선이 사람 인(人)자 모양인 단순한 맞배지붕집이다. 지붕을 받치면서 장식을 겸하는 공포는 기둥 위와 기둥 사이에도 있는 다포양식이다. 다포식 건물은 보통 팔작지붕이나 우진각지붕집인데 비해, 이 건물은 맞배지붕으로 특이하다. 내부에는 석가모니삼존불상을 모시고 있고 5폭의 탱화가 있다.

## 참고 문헌
- 삼척 영은사 대웅보전 - 국가유산청 국가유산포털